# 梵净蓟
梵净蓟（学名：Cirsium fanjinshanense）是菊科蓟属的植物，是中国的特有植物。分布在中国大陆的贵州等地，一般生长在山坡草地，目前尚未由人工引种栽培。